# Syrphidepulo bicolorator
Syrphidepulo bicolorator là một loài tò vò trong họ Ichneumonidae.